# Wakinosaurus
Wakinosaurus („ještěr z Wakinu“) byl rod masožravého(teropodního) dinosaura, objeveného v Japonsku. Žil v období spodní křídy. Typový druh W. satoi byl popsán paleontologem Okazakim v roce 1992. Materiál sestává pouze z jediného zubu, proto není možná bližší identifikace. Předpokládá se však, že mohlo jít o zástupce čeledi Megalosauridae.